# Мубарак і Музаффар
Мубарак і Музаффар аль-Саклабі (араб. مبارك الصقلبي أو مبارك العامري; д/н — 1018) — перші еміри Валенсійської тайфи в 1010—1018 роках.

## Життєпис
Були братами-слов'янами. Замолоду стали рабами (сакаліба) Муфаріса, голови шурти (поліції) за правління хаджіба Аль-Мансура.
До 1010 року були відповідальними за зрошення, водопостачання та забезпечення харчами Валенсії та навколишніх земель. У 1009 році внаслідок боротьби за владу почався занепад Кордовського халіфату. 1010 року брати захопили владу в Валенсії, ставши незалежними володарями. Невдовзі приєднали до володінь Шаттабу. В період свого панування збирали податки на 120 тис. динарів щомісяця (з Валенсії — 70 тис., Шаттаби — 50 тис.). Розпочали будівництво потужних укріплень Валенсії. Водночас надали допомогу Лабібу аль-Фату, еміру Тортоси, проти Мунзира аль-Мансура, валі Сарагоси.
У 1018 році Мубарак загинув внаслідок невдалого падіння з коня. Невдовзі за підтримки Лабіба аль-Фати, еміра Тортоси, відбулося повстання в Валенсії, внаслідок якого Музаффар загинув.